# Pasimata
La pasimata est un type de pain sucré, typique de la ville de Lucques et de ses environs. Il est traditionnellement consommé pendant le Carême et béni à l'église le jour de Pâques. Dans l'Antiquité, il était préparé avec l'ajout de safran et appelé pangiallo con finocchio ou pane inzaffaronato,. Il existe en fait deux types distincts de pasimata, celle qui est typique de la ville et de ses environs et celle qui est typique de la Garfagnana et de Camaiore.
Celle de la ville et de ses environs est pétrie comme du pain, divisée en pains rectangulaires et saupoudrée de graines d'anis. Celle de Camaiorese et Garfagnana contient des raisins secs et ressemble à un panettone. La Pască ukrainienne est très similaire à la pasimata de Garfagnana.